# Paul Pierson

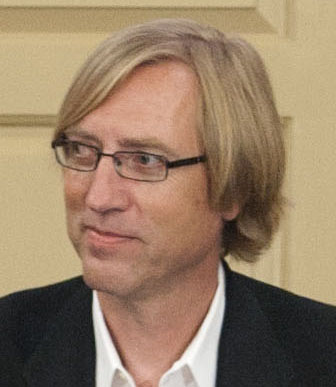
Paul Pierson 2012

Paul Pierson (* 1959 in Eugene, Oregon) ist ein US-amerikanischer Politikwissenschaftler, der für seine Forschungen der vergleichenden Politikwissenschaft, öffentlicher Politik, politischer Ökonomie, Wohlfahrtsstaat und politischer Entwicklung in den USA bekannt wurde.
Beide Eltern Piersons lehrten an der University of Oregon. Er erwarb seinen B.A. in politischer Wissenschaft 1981 auf dem Oberlin College und erwarb 1986 den M.A. und M.Phil. und 1989 den Ph. D. in politischer Wissenschaft an der Yale University.
Pierson lehrte von 1989 bis 2004 an der Harvard University und ging dann zur University of California, Berkeley, wo er noch 2012 Professor für Politische Wissenschaft ist.
Piersons erstes Buch „Dismantling the Welfare State?“, erschienen 1994, war eine Überarbeitung seiner Dissertation und gewann den American Political Science Association's Kammerer Prize für das beste Werk über die Regierungspolitik der Vereinigten Staaten. Sein Aufsatz „Increasing Returns, Path Dependence, and the Study of Politics“ gewann den Heinz Eulau Award für den besten 2000 in der American Political Science Review erschienenen Artikel. Seine besondere Leistung besteht in der analytischen Fundierung des Konzeptes der Pfadabhängigkeit durch Increasing Returns, deren Adaption aus der Wirtschaftswissenschaft grundlegend für seine Arbeit ist.
Pierson war von 2003 bis 2004 Präsident der politischen und historischen Abteilung der American Political Science Association. 2016 wurde er zum Mitglied der American Academy of Arts and Sciences gewählt.

## Werke
- mit Eric Schickler: Partisan Nation: The Dangerous New Logic of American Politics in a Nationalized Era. University of Chicago Press, Chicago 2024, ISBN 978-0-226-83643-0.